# Идентичность, традиция, суверенитет
Идентичность, традиция, суверенитет (англ. Identity, Tradition, Sovereignty (ITS)) — фракция Европарламента, объединявшая ультраправые националистические партии, существовавшая в 2007 году. Распалась после заявления Алессандры Муссолини о том, что все румыны — преступники, которое вызвало выход румынских ультраправых из фракции.
В январе 2007 в Европарламенте впервые с 1994 года («Европейские правые») был сформирован блок ультраправых партий, что стало возможным с приёмом в ЕС с 1 января 2007 Болгарии и Румынии. Их вступление позволило преодолеть барьер в 20 человек (представляющих не менее шести стран), необходимый для формирования ультраправой фракции «Идентичность, традиция, суверенитет» (ITS). Лидер фракции Бруно Голниш заявил, что ITS будет руководствоваться «признанием национальных интересов», «приверженностью христианским и семейным ценностям» и выступать против «унитарного и бюрократического европейского супергосударства».
С вступлением в ЕС Болгарии и Румынии состав Европарламента пополнился 53 новыми депутатами (18 болгарами и 35 румынами), из которых шестеро оказались праворадикалами — один представитель болгарской коалиции «Атака» и пять членов румынской партии «Великая Румыния».
Лидер ITS Бруно Голниш находится под следствием во Франции за отрицание холокоста. Ещё один представитель ITS — лидер французского Национального фронта Жан-Мари Ле Пен. Во фракцию входили внучка Бенито Муссолини Алессандра, лидер националистической бельгийской партии «Фламандский интерес» Франк Ванеке и Андреас Мольцер, бывший помощник лидера австрийских ультраправых Йорга Хайдера.
14 ноября депутаты из партии «Великая Румыния» вышли из фракции, что лишило её необходимого количества членов для продолжения существования, а 21 ноября партия «Великая Румыния» проиграла выборы в Европарламент.